# Trey Gowdy
Pour les articles homonymes, voir Trey et Gowdy.
Harold Watson Gowdy III dit Trey Gowdy, né le 22 août 1964 à Greenville (Caroline du Sud), est un homme politique américain, membre du Parti républicain et représentant du 4e district de Caroline du Sud à la Chambre des représentants des États-Unis de 2011 à 2019. 
Il est membre du Tea Party et président de la commission spéciale d'enquête parlementaire sur l'attaque de Benghazi de 2012.